# Caporaux de Souain
Les caporaux de Souain ou les fusillés de Souin est le nom donné à quatre caporaux français, trois originaires du département de la Manche (Normandie) et un d'une commune limitrophe en Ille-et-Vilaine (Bretagne)  — Louis Girard, Lucien Lechat, Louis Lefoulon et Théophile Maupas — qui furent fusillés pour l'exemple le 17 mars 1915 lors de la Première Guerre mondiale. Ils avaient été choisis arbitrairement par leur hiérarchie militaire au sein de leur compagnie qui avait refusé de participer à un nouvel assaut voué à l'échec à Souain dans la Marne. Les quatre caporaux furent réhabilités en mars 1934 par la Cour de justice militaire. C'est l'un des cas parmi les plus flagrants et les plus médiatisés de l'injustice militaire durant la Première Guerre mondiale.

## Les faits

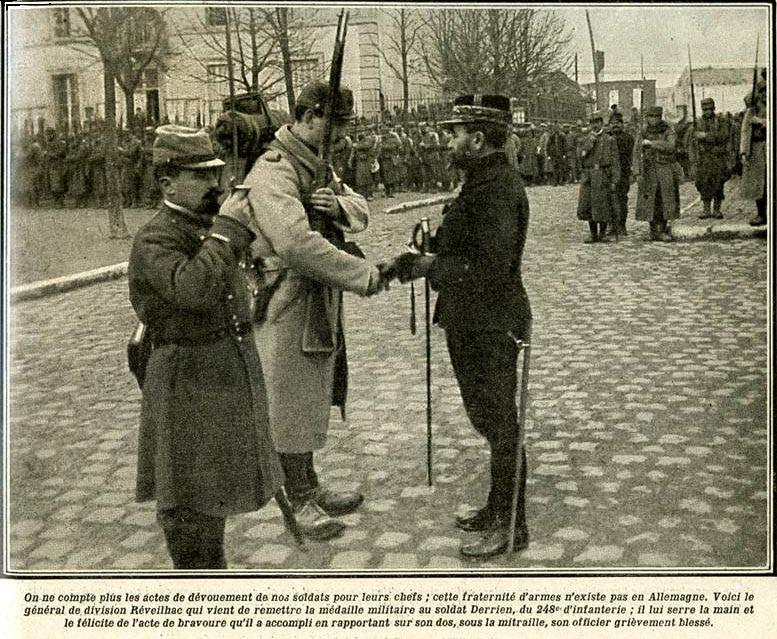
Le général Réveilhac remettant la médaille militaire à un soldat.

En Champagne, le 10 mars 1915 à cinq heures du matin, après deux mois d'accrochages sans résultat tangible dans le secteur et deux récentes attaques infructueuses, les poilus de la 21e compagnie du 336e régiment d'infanterie reçoivent l'ordre d'attaquer de nouveau à la baïonnette et de reprendre les positions ennemies établies au nord du village de Souain (Marne).
Devant eux, le terrain est déjà jonché de cadavres et se trouve directement pris sous le feu des mitrailleuses allemandes. De plus, la préparation d'artillerie habituelle avant l'attaque, au lieu de secouer les positions allemandes, envoie ses obus sur la tranchée française et laboure le terrain d'assaut. Dans ces conditions, les hommes de la 21e compagnie, épuisés après plusieurs jours de tranchée, démoralisés par les précédents insuccès et ayant sous les yeux le spectacle des cadavres de leurs camarades tombés dans les fils de fer intacts, refusent ce jour-là de sortir des tranchées.
À cet instant précis, il est clair qu'ils anticipent l'échec et l'inutilité d'une attaque qui les voue à une mort certaine. Tout soldat paraissant sur le parapet était immédiatement atteint par les balles. Plus tard, le bombardement des tranchées françaises fera l'objet d'une polémique, à la suite d'un témoignage : le général Réveilhac, qui avait ordonné l'attaque, aurait demandé à l'artillerie de canonner les positions françaises pour obliger les soldats à sortir de leurs tranchées. Ce point est corroboré par le refus du colonel Raoul Bérubé d'obéir à cet ordre ; il exige un ordre écrit du général Réveilhac,,.
Confronté à la désobéissance des hommes de la 21e compagnie, le général Réveilhac exige des sanctions. Le capitaine Equilbey, commandant de la compagnie, est alors tenu de transmettre à ses supérieurs une liste portant les noms de six caporaux et de dix-huit hommes de troupe, choisis parmi les plus jeunes, à raison de deux par escouade. Le 15 mars, le général donne l'ordre de mise en jugement direct des vingt-quatre hommes ainsi désignés.

## Le procès
Selon le règlement militaire, « la discipline faisant la force principale des armées, il importe que tout supérieur obtienne de ses subordonnés une obéissance entière et une soumission de tous les instants ». Afin de juger les soldats suspectés de désobéissance, le commandement obtient le 6 septembre 1914 l'instauration de conseils de guerre spéciaux, où siégeaient trois juges. Véritables tribunaux militaires d'exception, ils s'ajoutaient aux conseils de guerre ordinaires, qui n'avaient pas cessé de fonctionner. Aucun appel de leur décision n'était possible, et la sentence était exécutée très rapidement, en général dès le lendemain du jugement. Ces tribunaux disparaîtront le 24 avril 1916.
Le 16 mars 1915, les inculpés comparaissent devant le conseil de guerre de la 60e division demandé par le général Réveilhac avec ce motif : « refus de bondir hors des tranchées ».
« Quiconque montait devait être fauché littéralement soit par les nôtres, soit par le feu des mitrailleurs allemands. », déclare le caporal Théophile Maupas lors de son interrogatoire.
Le verdict acquitte les dix-huit hommes du rang au motif qu'ils ont été choisis arbitrairement et deux caporaux (Gosselin et Lorin) au motif qu'étant en bout de ligne ils ont pu ne pas entendre l'ordre d'attaque. Seuls quatre autres caporaux, trois originaires du département de la Manche, le quatrième d'Ille-et-Vilaine (Bretagne), d'une commune limitrophe du département de la Manche, sont condamnés à mort le 16 mars 1915.
Le lendemain, 17 mars 1915, en début d'après-midi et deux heures environ avant que n'arrive le résultat du recours en grâce qui commuait la peine en travaux forcés, les quatre caporaux sont fusillés par leurs camarades et devant le 336e régiment d'infanterie, rassemblé à la ferme de Suippes : 
- Louis Victor François Girard, 28 ans, né le 2 octobre 1886 à Blainville, horloger, résidant à Paris, 17e arrondissement, marié, un enfant ;
- Lucien Auguste Pierre Raphaël Lechat, 23 ans, né le 22 avril 1891 au Ferré, Ille-et-Vilaine, garçon de café à Vitré, célibataire ;
- Louis Albert Lefoulon, 30 ans, né le 17 août 1884 à Condé-sur-Vire, Manche, cheminot à la Compagnie des chemins de fer de l'Ouest à Caen, vivant en concubinage, un enfant ;
- Théophile Maupas, 40 ans, né le 3 juin 1874 à Montgardon[6], Manche, instituteur et secrétaire de mairie du Chefresne[7], marié, deux enfants.

## La réhabilitation
Dès la fin de la guerre, la veuve de Théophile Maupas, soutenue par la Ligue des droits de l'Homme contactée dès le mois d'avril 1915, entama un combat pour la réhabilitation de son époux et des autres caporaux fusillés de Souain ; combat contre les institutions, mené sans relâche, qui dura près de deux décennies et qui, en dehors de son activité d'institutrice, l'occupa à plein temps. Le 11 avril 1920, le ministère de la Justice refusait d'examiner le dossier. Le 26 mars 1922, le dossier des caporaux de Souain était rejeté par la Cour de cassation qui jugeait sur la forme sans trouver à redire sur le fond, puis une seconde fois le 21 avril 1926. Blanche Maupas créait alors le « Comité Maupas » qui deviendrait en 1928 « Comité national pour la réhabilitation des victimes de guerre ».
Par deux fois, malgré le long travail d'enquête, l'accumulation des témoignages et l'épaisseur des dossiers constitués par Blanche Maupas et la Ligue des droits de l'Homme, les demandes de réhabilitation avaient été rejetées. Eulalie Lechat, la sœur du caporal Lucien Lechat, avait elle aussi créé un comité en 1923 avec l'aide de la Ligue des droits de l'Homme. Le caporal Lucien Lechat fut ré-inhumé au cimetière du Ferré le 16 octobre 1924. Pendant plusieurs années, des meetings furent organisés dans toute la France ; la presse régionale et nationale ne cessa de parler de l'affaire et les soutiens affluèrent de dizaines d'associations de mutilés de guerre et d'anciens combattants. Il y eut de nombreuses signatures de motions, des protestations devant la Chambre des députés, toutes demandant la réhabilitation des caporaux de Souain.
Il fallut cependant attendre jusqu'au 3 mars 1934 pour que la Cour de justice militaire accepte de juger sur le fond et donne un avis favorable à la réhabilitation des quatre caporaux de Souain. Cette cour, nouvellement instaurée pour examiner les dossiers en suspens des conseils de guerre, comprenait, à côté des juges et à parité, des représentants des anciens combattants. Les épouses des fusillés reçurent le franc symbolique au titre de dommages-intérêts, mais l'essentiel était que ces quatre hommes soient réhabilités dans la mémoire des Français et que leurs veuves puissent enfin faire valoir leurs droits à pension. Blanche Maupas avait pu, à titre individuel, obtenir cette compensation dès 1921. La Cour spéciale de justice estima que l'ordre donné était « irréalisable » ; le « sacrifice » ainsi demandé dépassait « les limites des forces humaines » et donc qu'« un doute subsiste sur la volonté qu'ils ont eue de commettre le refus d'obéissance pour lequel ils ont été condamnés et dont ils ne sauraient être tenus pour pénalement responsables ».

## Mémoires

### Lieux de mémoire

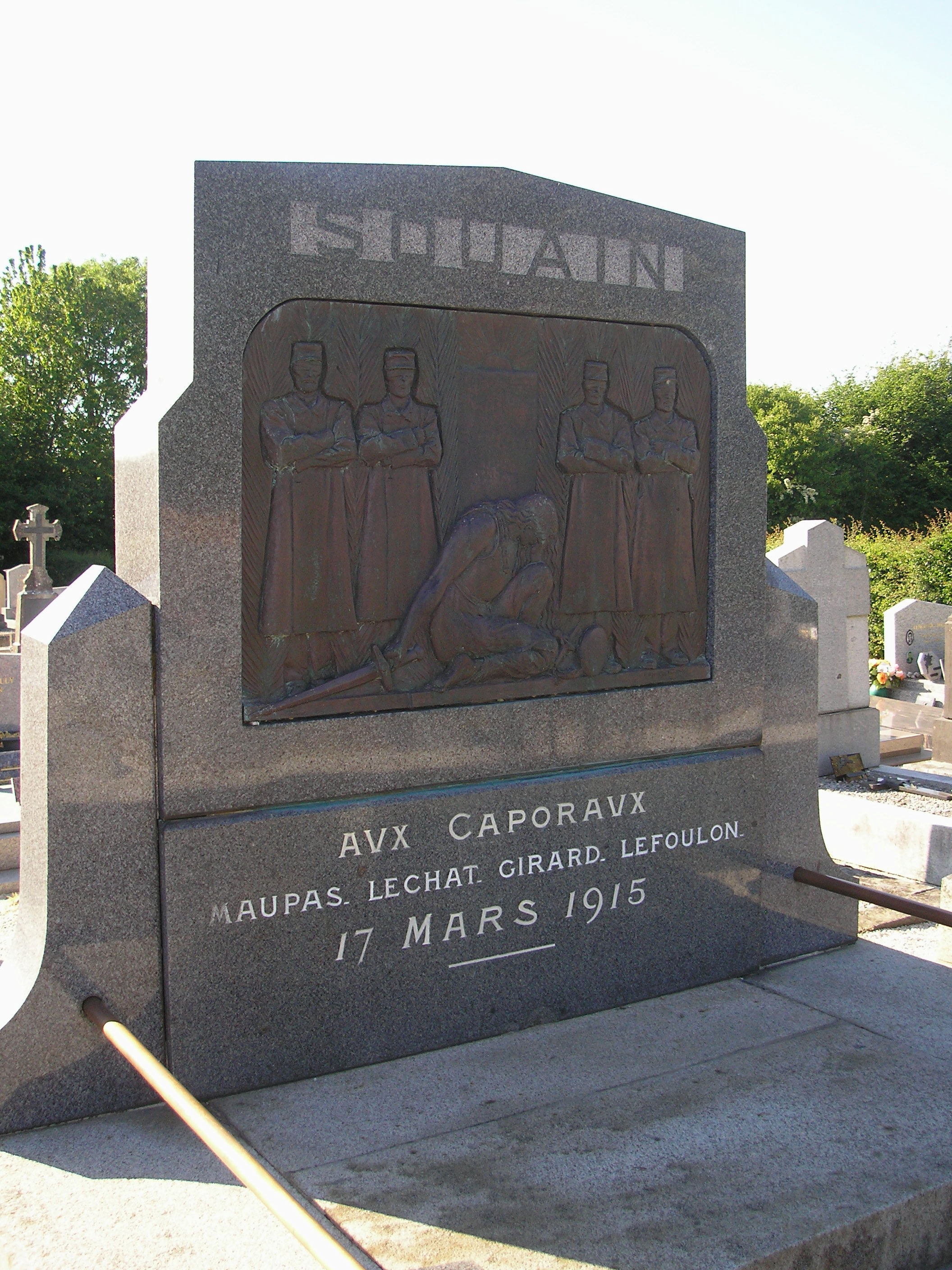
Le monument de Sartilly.

- En 1925, un monument est érigé à la mémoire des caporaux de Souain à l'intérieur du cimetière de Sartilly dans la Manche où fut ré-inhumé Théophile Maupas en 1923[11].

- Le 1er décembre 2007 est inauguré à Suippes (Marne), un monument à la mémoire des caporaux de Souain, soldats fusillés pour l'exemple le 17 mars 1915. Sa réalisation est l'œuvre du sculpteur Denis Mellinger dit Melden, qui s'inspire d'un dessin de Jacqueline Laisné[12].

- Le nom de Maupas est donné à des rues à Villeurbanne, Bréhal, où il a enseigné, en 1970, Sartilly en 1995. L'école de Percy (Manche) porte le nom de « Blanche et Théophile Maupas » depuis 1998.

### Films
- Le romancier américain Humphrey Cobb écrit un roman au sujet de cette affaire, Les Sentiers de la gloire. Il inspire le film de Stanley Kubrick, Les Sentiers de la gloire (1957), fiction relative aux fusillés pour l'exemple de la Première Guerre mondiale.
- Le téléfilm Blanche Maupas de Patrick Jamain sur un scénario d'Alain Moreau, diffusé le 11 novembre 2009 sur France 2, retrace la vie et le combat de Blanche, jouée par Romane Bohringer, épouse de Théophile Maupas joué par Thierry Frémont, pour la réhabilitation des soldats fusillés pour l'exemple. Le téléfilm est tiré de Blanche Maupas, la veuve de tous les fusillés de Macha Séry et Alain Moreau[13].
- Le téléfilm Les Fusillés (2015), de Philippe Triboit, s'inspire de ce fait réel pour mettre en avant l'injustice militaire durant la Première Guerre mondiale.